# Alfred Cannan
Alfred Cannan (Reading, 20 gennaio 1968) è un politico mannese.

## Biografia
È un membro indipendente della Camera delle chiavi per Ayre & Michael ed è Ministro capo dell'Isola di Man dal 12 ottobre 2021. In precedenza è stato Ministro del Tesoro.
Cannan ha cercato la posizione di Ministro capo nel 2011, ma senza successo. La sua nomina è stata la prima in assoluto in cui hanno votato solo i membri della Camera delle chiavi: in precedenza hanno partecipato alle elezioni anche i membri del Consiglio Legislativo. Cannan ha sostituito Howard Quayle, che si stava dimettendo dalla sua posizione e ha rifiutato di candidarsi alle elezioni della Camera delle chiavi del 2021. Il 12 ottobre 2021, Cannan ha sconfitto Ramsey MHK Alex Allinson per diventare il Ministro capo dell'Isola di Man.